# Crassignatha shiluensis
Espèce
Synonymes
- Patu shiluensis Lin & Li, 2009

Crassignatha shiluensis est une espèce d'araignées aranéomorphes de la famille des Symphytognathidae.

## Distribution
Cette espèce se rencontre en Chine à Hainan et au Yunnan et en Thaïlande,.

## Description
Le mâle holotype mesure 0,54 mm et la femelle paratype 0,62 mm.

## Systématique et taxinomie
Cette espèce a été décrite sous le protonyme Patu shiluensis par Lin et Li en 2009. Elle est placée dans le genre Crassignatha par Li, Lin et Li en 2020.

## Étymologie
Son nom d'espèce, composé de shilu et du suffixe latin -ensis, « qui vit dans, qui habite », lui a été donné en référence au lieu de sa découverte, Shilu.

## Publication originale
- Lin & Li, 2009 : « First described Patu spiders (Araneae, Symphytognathidae) from Asia. » Zootaxa, no 2154, p. 47-68.